# カプリコン・1
『カプリコン・1』（カプリコン・ワン、Capricorn One）は、アメリカ合衆国とイギリスの合作による映画。多くの国では1978年に公開されたが、日本では1977年末に先行公開された。監督と脚本はピーター・ハイアムズ。出演はエリオット・グールドなど。

## 概要
アメリカによる有人火星探査宇宙船「カプリコン・1」を巡る物語。宇宙飛行が題材となっているため、SF映画にカテゴライズされていることが多いが、内容的には国家レベルでいわゆる「やらせ」を仕組むなど「政治ドラマ・サスペンスドラマ」の要素を持ち、国家計画の威信や、それによって犠牲となる人々の様子を主として描いた作品となっている。
映画製作当時の現実世界の技術とほぼ変わらないロケット・宇宙技術しか登場せず、全体として「空想科学」的要素は少ないものの、21世紀においてもいまだ実現していない有人火星探査を舞台装置に、そのミッションを虚実折り混ぜて描いている。
当初はアメリカ航空宇宙局 (NASA) が協力的だったが、試写で内容を知ってから協力を拒否したことで有名な作品である。NASAは製作協力を拒否したものの、劇中に登場する火星着陸宇宙船「カプリコン1号」の映像として、アポロ宇宙船を搭載した、発射台上のサターン5ロケットなどの記録映像が使用されている。
なお、日本公開時に劇場で販売されたパンフレットによると、本作品は東宝東和創立50周年記念作品となっている。
日本では、1977年12月10日に全世界に先駆け本編約129分のバージョンで劇場公開された。しかし、その後全世界で公開されたのは本編約123分のバージョンであり、以後日本でもソフト化の際は全て123分版のバージョンが使用され129分版を見ることは不可能といわれていたが、2019年12月18日発売の『カプリコン・1≪特別版≫ Blu-ray』では129分版本編の素材が国内で奇跡的に発掘されたため初ソフト化された。

## あらすじ
人類初の有人火星探査を目的とした宇宙船カプリコン1号が打ち上げられようとしていた。しかしそのカウントダウンの数分前、3人の乗組員のブルーベイカー、ウィリス、ウォーカーは管制スタッフや見物客などに見つからぬように船内から連れ出され、砂漠の真ん中にある無人の古い基地へと連れていかれる。
ロケットが無人のまま打ち上げられている中で、3人には本計画の責任者であるケラウェイ博士から、事情の説明と新たな指令がくだされる。まずカプリコン・1の生命維持システムに決定的な不具合があることが発覚し、当初予定していた計画の遂行が不可能であること。しかし計画の中止は、NASAの予算が大幅に削減される契機となるなどの危惧があるため、何としても避けねばならない。そのために博士が立てたプランは、無人のままのカプリコン・1を火星に向かわせつつ、その事実を隠し、飛行士が乗船していたと見せかけるというものだった。人々と科学を裏切る結果になることを嫌った飛行士達は最初はこの命令を拒否するが、家族の安全を人質に取られ、やむなく承服する。こうして彼らは、火星探査や地球との通信の様子などをセットの前で収録し、世界に公開するという大芝居に協力することとなる。
カプリコン・１による人類初の火星着陸は、それが捏造であると明るみに出ることもなく、滞り無く進行していくが、帰還の最終局面に差し掛かったとき、地球への再突入のショックにより外装の熱遮蔽板に問題が発生し、ロケットは破壊されてしまう。無人飛行を隠蔽しようとしたケラウェイですら、この明白な事故を認めざるを得ず、公式に計画の失敗を発表することになる。乗組員たちはその報告を聞き、自分達が存在してはならない人間になったことを察し、身の危険から逃れるために砂漠の基地から脱出を図る。
そのころ、新聞記者のコールフィールドは、NASAに勤める友人から、本計画に妙な点があると告げられる。だが、より詳細な話を聞くため、その友人の家を訪ねたコールフィールドは、そこに見知らぬ人物が住んでおり、さらにその友人が元々存在さえしていない状態になっていることを知る。コールフィールドは友人が告げた本計画の疑問との関連性を感じ、更に詳しく調べ始める。だがその途端、コールフィールドが運転している車のブレーキが故障し、危うく事故死する羽目に陥る。この一件によって有人火星探査そのものに対し、更に疑問を深めたコールフィールドは、飛行士の一人ブルーベイカーの妻に取材を行ったが、そこに意外なヒントが待っていた。
一方、飛行士たちは基地から抜け出し、ジェット飛行機を奪うが残り燃料が少なく、間もなく荒野の真ん中で胴体着陸を余儀なくされる。各々三方向へ別れて逃亡を図るが、砂漠地帯を徒歩で抜け出そうとするその試みはあまりにも過酷だった。
飢えと渇きで力尽きたウィリスとウォーカーは追跡してきたヘリによって次々と捕捉され、最後に生き残ったブルーベイカーは満身創痍で逃げ延びようとするが。

## キャスト
- ロバート・コールフィールド: エリオット・グールド
- チャールズ・ブルーベーカー : ジェームズ・ブローリン
- ブルーベーカー夫人 : ブレンダ・ヴァッカロ
- ピーター・ウィリス : サム・ウォーターストン
- ジョン・ウォーカー : O・J・シンプソン
- ジェームズ・ケラウェイ博士 : ハル・ホルブルック
- ジュディ・ドリンクウォーター:  カレン・ブラック
- アルバイン社長 : テリー・サバラス
- ホリス・ピーカー:  デヴィッド・ハドルストン
- ウォルター・ロフリン : デヴィッド・ドイル（英語版）
- シャロン・ウィリス夫人 : リー・ブライアント（英語版）
- ベティ・ウォーカー夫人 : デニス・ニコラス（英語版）
- エリオット・ウィッター : ロバート・ウォーデン（英語版）
- 管制室の男 : ジェームズ・シッキング
- ヒューストン管制官 : アラン・ファッジ（英語版）
- バーゲン博士 : ダレル・ツワーリング（英語版）
- バローズ博士 : ミルトン・セルツァー（英語版）
- ホーレス・グラニング : ルー・フリッツェル（英語版）
- ポール・カニンガム : ポール・ハネイ
- マーク・ヒューズ : トッド・ホフマン
- アルバ・リーコック : バーバラ・ボッソン（英語版）
- 副大統領 : ジェームズ・カレン
- 大統領 : ノーマン・バートルド
- パイロット : モンティー・ジョーダン

## 日本語吹替版
| 役名                         | 俳優                                          | 日本語吹替          | 日本語吹替                     |
| 役名                         | 俳優                                          | 機内上映版          | テレビ朝日版                   |
| ---------------------------- | --------------------------------------------- | ------------------- | ------------------------------ |
| ロバート・コールフィールド   | エリオット・グールド                          | 森川公也            | 中田浩二                       |
| チャールズ・ブルーベーカー   | ジェームズ・ブローリン                        | 中田浩二            | 広川太一郎                     |
| ブルーベーカー夫人           | ブレンダ・ヴァッカロ                          | 山田早苗            | 藤田弓子                       |
| ピーター・ウィリス           | サム・ウォーターストン                        | 津嘉山正種          | 筈見純                         |
| ジョン・ウォーカー           | O・J・シンプソン                              | 玄田哲章            | 樋浦勉                         |
| ジェームズ・ケラウェイ博士   | ハル・ホルブルック                            | 大木民夫            | 小林勝彦                       |
| ジュディ・ドリンクウォーター | カレン・ブラック                              | 此島愛子            | 此島愛子                       |
| アルバイン社長               | テリー・サバラス                              | 森山周一郎          | 大平透                         |
| ホリス・ピーカー             | デヴィッド・ハドルストン                      | 藤本譲              | 藤本譲                         |
| ウォルター・ロフリン         | デヴィッド・ドイル                            | 藤本譲              | 増岡弘                         |
| シャロン・ウィリス夫人       | リー・ブライアント                            | 加川三起            | 山本千鶴                       |
| ベティ・ウォーカー夫人       | デニス・ニコラス                              | 山田礼子            | 山田礼子                       |
| エリオット・ウィッター       | ロバート・ウォーデン                          | 嶋俊介              | 納谷六朗                       |
| 管制室の男                   | ジェームズ・シッキング                        | 黒部鉄              |                                |
| ヒューストン管制官           | アラン・ファッジ                              | 西村知道            | 原田一夫                       |
| バーゲン博士                 | ダレル・ツワーリング                          | 上田敏也            | 石井敏郎                       |
| バローズ博士                 | ミルトン・セルツァー                          | 藤城裕士            | 平林尚三                       |
| ホーレス・グラニング         | ルー・フリッツェル                            | 安田隆              | 増岡弘                         |
| ポール・カニンガム           | ポール・ハネイ                                | 納谷六朗            | 仁内建之                       |
| マーク・ヒューズ             | トッド・ホフマン                              | 古川登志夫          | 金尾哲夫                       |
| アルバ・リーコック           | バーバラ・ボッソン                            | 鈴木れい子          | 加川三起                       |
| 副大統領                     | ジェームズ・カレン                            | 阪脩                | 岸野一彦                       |
| 大統領                       | ノーマン・バートルド                          | 上田敏也            | 内田稔                         |
| パイロット                   | モンティー・ジョーダン                        | 上田敏也            | 田中幸四郎                     |
| その他                       | N/A                                           | 宮下勝              | 宮村義人                       |
| 日本語スタッフ               |                                               |                     |                                |
| 演出                         |                                               | 河村常平            | 佐藤敏夫                       |
| 翻訳                         | 清水俊二(初公開版字幕) 保田道子(ソフト版字幕) | 岩佐幸子            | 木原たけし                     |
| 調整                         |                                               | 平野富夫            | 前田仁信                       |
| 録音                         |                                               | TFCスタジオ         | TFCスタジオ                    |
| 担当                         |                                               | 安斎久司            | 向井士郎                       |
| プロデューサー               |                                               | N/A                 | 小林直紀                       |
| 制作                         |                                               | 東北新社            | 東北新社                       |
| 解説                         | 解説                                          | N/A                 | 淀川長治                       |
| 初回放送                     | 初回放送                                      | 1978年10月7日に制作 | 1981年1月11日 『日曜洋画劇場』 |

- テレビ朝日版はキングレコードから発売のBDに収録[4]。約95分。

## スタッフ
- 監督・脚本：ピーター・ハイアムズ
- 製作：ポール・N・ラザルス三世（英語版）
- 撮影：ビル・バトラー
- プロダクションデザイン：アルバート・ブレナー（英語版）
- 衣装デザイン：パトリシア・ノリス
- 編集：ジェームズ・ミッチェル
- 音楽：ジェリー・ゴールドスミス

## その他
- 本作に主演のエリオット・グールドとジェームズ・ブローリンは、共にバーブラ・ストライサンドを妻にした。
- NASAの非協力的な背景にはNASAによって提示された惑星探査データの矛盾点に対し、「公式の惑星探査計画自体が、何らかの隠蔽工作では無いのか」との疑問が少数ながら上がっていた当時の状況（例：第三の選択）が反映されているという説もある[誰によって?]。また実際の月面着陸の映像はスタンリー・キューブリックが手掛けたという都市伝説も存在している。
- 本作の音楽を手掛けたジェリー・ゴールドスミスはコンサートでも頻繁にこのテーマ曲を演奏していた。